# Rendez-Vous (музична група)
Rendez-Vous — французький пост-панк інді рок-гурт, заснований у 2012 році в Парижі, Франція. Засновниками гурту були Френсіс Малларі та Елліот Берто. Згодом до них приєдналися Максим Жандр, Симон Дюбур, а з 2018 року — Гійом Ротьє. З 2012 року гурт випустив два студійних альбоми, два мініальбоми, та провів понад 80 концертів по всій Європі.

## Дискографія
| Студійні альбоми - 2018 — Superior State - 2024 — Downcast Міні-альбоми (EP) - 2014 — Rendez-Vous (EP) - 2016 — Distance (EP) | Сінгли - 2018 — Double Zero - 2018 — Superior State - 2018 — Sentimental Animal - 2019 — Exuviæ (Rendez Vous Autoremix) - 2019 — Sentimental Animal (Qual Remix) - 2024 — Sheer - 2024 — Nothing. |

## Склад
- Френсіс Малларі — вокал, бас-гітара (2012 — теперішній час)
- Елліот Берто — вокал, клавішні, перкусія (2012 — теперішній час)
- Максим Жандр — клавішні, перкусія (2012 — теперішній час)
- Симон Дюбур — гітара (2012 — теперішній час)
- Гійом Ротьє — ударні (2018 — теперішній час)